# George Moorhouse
George Moorhouse (Liverpool, 4 maggio 1901 – New York, 13 giugno 1982) è stato un calciatore statunitense, di ruolo difensore.